# Estrecho de Sado
El estrecho de Sado  es un estrecho del mar del Japón localizado entre la gran isla japonesa de Honshu y la más pequeña isla Sado. Administrativamente, sus aguas pertenecen a la prefectura de Niigata.
- Datos: Q3045417